# Gilles Simeoni
Gilles Simeoni (Bastia, 20 de abril de 1967) es un abogado y un político francés, miembro del partido autonomista corso Inseme per a Corsica. Fue alcalde de Bastia del 5 de abril de 2014 al 7 de enero de 2016 y presidente del Consejo ejecutivo de Córcega desde el 17 de diciembre de 2015. Fue abogado de Yvan Colonna, condenado por el asesinato de Claude Érignac.

## Biografía

### Familia y estudios
Es hijo de Edmond Simeoni y sobrino del exdiputado europeo Max Simeoni. Su madre Lucie es corsa de adopción, de origen judío alsaciano y polaca.
Tiene una maestría en derecho y un doctorado en ciencia política sobre el tema de « la política mediterránea de la Unión Europea » obtenidos tras los estudios realizados en la Universidad de Córcega y a Aix-en-Provence.
Tiene tres hijos y se describe como creyente no practicante.

## Trayectoria política

### Inicios
Su carrera política comienza en la Universidad de Córcega donde es miembro activo en los sindicatos estudiantes, antes de saltar en 2001 a la arena política con ocasión de las elecciones municipales de Bastia donde apoya la candidatura de Marie-Jean Vinciguerra y el movimiento que dirige en la época, A Mossa Naziunale.
En 2007, Gilles Simeoni se presenta candidato a las elecciones legislativas en la 2.ª circunscripción de Alta Córcega que comprende Lozzi el pueblo de origen de la familia Simeoni. Logra en la primera vuelta el 13,5 % de los sufragios, resultado que no le permite acceder a la segunda vuelta porque no supera el umbral del 12,5 % de los inscritos (8,8 %) pero es el momento revelador de su compromiso político, evoca la expresión de « punto de inflexión » para hablar de la importancia de esta campaña en su vida.

### Elecciones municipales de 2008
Un año después, Gilles Simeoni realiza su primer golpe político logrando el segundo puesto tras la primera vuelta de las elecciones municipales con el 14,91 % de los votos casi cinco puntos más de lo que los sondeos le atribuían en intención de voto. En la segunda vuelta, logra hasta el 25 % de los sufragios expresados. Gracias a este resultado, se convierte en el jefe de la oposición en el consejo municipal de Bastia.

### Elecciones territoriales de 2010
En las elecciones territoriales de marzo de 2010, la lista Femu a Corsica que lidera con Jean-Christophe Angelini obtiene en la primera vuelta el resultado del 18,40 %  y en la segunda vuelta el  25,89 % lo que le permite obtener 11 escaños en la Asamblea de Córcega. La ausencia de mayoría absoluta para la lista de izquierda liderada por Paul Giacobbi lleva al movimiento nacionalista a practicar la política de mano extendida hacia el nuevo presidente del consejo ejecutivo. Esta iniciativa queda en punto muerto debido a las grandes divisiones ideológicas que atraviesa la mayoría de la izquierda entre republicanos y autonomistas pero no impidió a Paul Giacobbi retomar estas cuestiones y de llevarlas al corazón del debate público. Esta situación desemboca en amplios consensos sobre temas históricamente liderados por los nacionalistas pero también en una creciente rivalidad entre ambos. Gilles Simeoni reprocha sobre todo ciertas prácticas políticas asimilables a una forma de clientelismo electoral que describe a través de la noción de “sistema” utilizando la metáfora de Janus para describir la ambivalencia de su método de gobierno.

### Elecciones legislativas de 2012
En las elecciones legislativas de 2012 Gilles Simeoni se presenta esta vez en la 1.ª circunscripción de Alta Córcega englobando sobre todo la gran Bastia y el Cabo Córcega. La participación en estas elecciones tiene como objetivo consolidar la participación electoral de su movimiento con vista a las elecciones municipales de 2014. A nivel de la 1.ª, son un acierto para el candidato de Femu a Corsica que se posiciona justo detrás del diputado de la Unión por un Movimiento Popular que venció y sobre todo por delante de Jean Zuccarelli en la primera vuelta. Conserva esta posición en la segunda vuelta a pesar de aplazamientos de votos menos favorables que los del candidato de Partido Radical de Izquierda. A escala municipal, estas elecciones son concluyentes para el movimiento de Gilles Simeoni en la Ciudad de Bastia logrando 1 000 votos adicionales con respecto a la segunda vuelta de las elecciones territoriales de 2010 con el retroceso de cerca de 250 sufragios para el PRG. Confirman así una reducción de la separación entre ambos movimientos y parecen acreditar la hipótesis de una eventual victoria de Gilles Simeoni en las municipales de 2014.

### Elecciones municipales de 2014
En las elecciones municipales de marzo de 2014, la lista que lidera, Inseme per Bastia, obtiene en la primera vuelta el 32,34 % de los votos. En la segunda vuelta, su lista con la alianza con el disidente del PRG François Tatti y el de la UMP Jean-Louis Milani logra el 55,40 % de los votos. El 5 de abril se convierte en el primer alcalde nacionalista de Bastia, poniendo punto final al gobierno PRG-PCF que dirigió la ciudad desde 1968. Este resultado es fruto de un nuevo enfoque de la estrategia electoral del movimiento nacionalista, del que Gilles Simeoni es el uno de sus principales artífices, privilegiando las alianzas pragmáticas que permiten posicionar sus principios en el centro de la agenda política.

### Elecciones departamentales de 2015
Con ocasión de las elecciones departamentales de marzo de 2015, la alianza municipal de Bastia presenta de los binomios en las cuatro cantonies ubicados en parte o bien exclusivamente en el municipio de Bastia. La elección de tres binomios sobre cuatro son la confirmación del éxito de la estrategia de Gilles Simeoni. Sin embargo, en la segunda vuelta, su aliado François Tatti, con quien había tenido algunas diferencias públicas en el escaño del Consejo départemental apoya la victoria de François Orlandi, aliado de Paul Giacobbi.
Este acontecimiento causa un intenso debate interno en la mayoría municipal que incitan a Gilles Simeoni, Jean-Louis Milani y Emmanuelle de Gentili - compañeros de lista de François Tatti un año antes - a « asumir las consecuencias » del comportamiento de François Tatti pidiendo incluso públicamente su dimisión de la presidencia de la Comunidad de aglomeración en el momento más duro de la crisis con el conjunto de los alcaldes de los municipios miembros de la intercomunalidad.
Este litigio marca el inicio de la campaña de las elecciones territoriales de diciembre de 2015 en el que van a enfrentarse Paul Giacobbi - a quien François Tatti parece aproximarse considerablemente - y Gilles Simeoni.

### Elecciones territoriales de 2015
Tras la primera vuelta de las elecciones territoriales el 6 de diciembre de 2015, la lista liderada por Gilles Simeoni logra la segunda posición con el 17,62 % de los votos, justo detrás de la del presidente saliente del consejo ejecutivo, el radical de izquierda Paul Giacobbi, que logra el 18,42 %.
Las listas lideradas por Gilles Simeoni y Jean-Guy Talamoni deciden fusionarse para presentarse a la segunda vuelta del 13 de diciembre. La lista en su punto de partida está en el 35,34 % de los votos, avanzando así a la de Paul Giacobbi que sólo obtiene el 28,49 %, lo que da una mayoría relativa de 24 de 51 miembros.
El 17 de diciembre siguiente, fue elegido en la 3.ª vuelta, con mayoría relativa, presidente del Consejo ejecutivo por la Asamblea de Córcega. Presta juramento en corso sobre la Giustificazione della rivoluzione di Córcega de Gregorio Salvini. Dimite de su función de alcalde, siendo reemplazado por su antiguo adjunto, Pierre Savelli, el 7 de enero de 2016 de 2016, pero mantiene sin embargo un escaño como concejal. Dimite igualmente de su función de consejero territorial dado que cuando alguien es electo presidente o miembro del consejo ejecutivo, un miembro de la asamblea de Córcega debe dimitir de su mandato en el plazo de un mes.

### Elecciones territoriales de Córcega de 2017
En las elecciones territoriales de 2017, Pè a Corsica confirma y refuerza su mayoría en la Asamblea de Córcega. La formación llega en cabeza con 56,46 % de los sufragios expresados a la segunda vuelta que contabiliza 41 escaños. Fue elegido el 2 de enero de 2018 miembro del consejo ejecutivo de Córcega.
El 2 de enero de 2018, su lista fue reelegida en el consejo ejecutivo de Córcega obteniendo 42 de 63 votos a pesar de que la mayoría Pè a Corsica es de 41.

### Elecciones regionales 2021
Las elecciones regionales de 2021 han supuesto una clara victoria para Gille Simeoni y su lista Fà popolu Inseme a pesar de las divisiones internas en el seno del frente nacionalista que, unas semanas antes de la votación, llevaron al fin de la coalición Pè a Corsica. Tras obtener el 29,10% en la primera vuelta, el presidente en ejercicio consiguió derrotar al candidato de derecha Laurent Marcangeli con el 40,64% de los votos, consiguiendo 32 escaños de los 63 disponibles.